# Neotypus jacoti
Neotypus jacoti là một loài tò vò trong họ Ichneumonidae.